# Condado de Motley
O Condado de Motley é um dos 254 condados do estado americano do Texas. A sede do condado é Matador, e sua maior cidade é Matador.
O condado possui uma área de 2 564 km² (dos quais 1 km² estão cobertos por água), uma população de 1 426 habitantes, e uma densidade populacional de 0,6 hab/km² (segundo o censo nacional de 2000).
O condado foi fundado em 1876. É um dos 46 condados do Texas que proibem a venda de bebidas alcoólicas.